# إمبرية

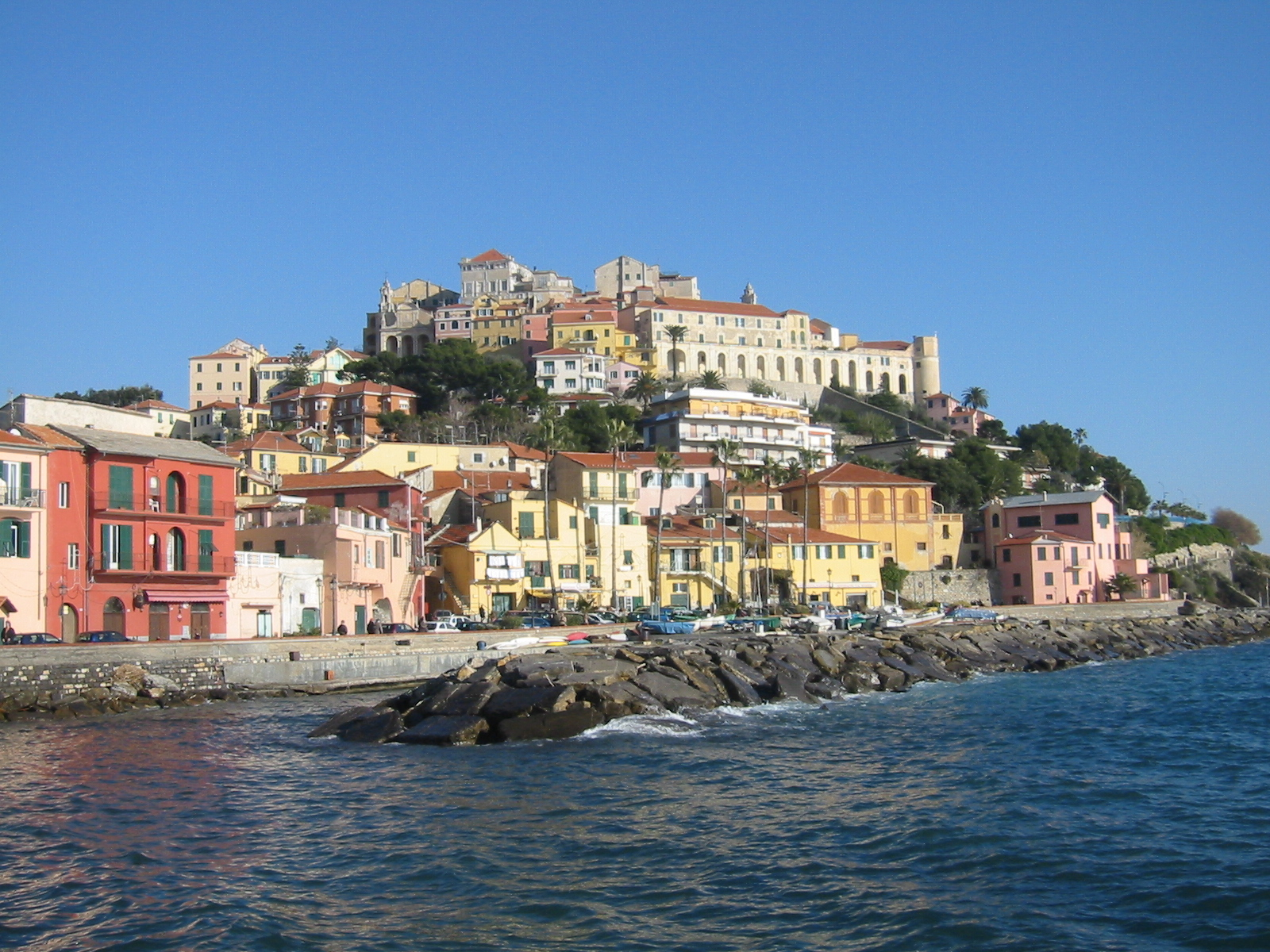
بورتو ماوريتسيو

إمبِرية أو إمبِريا أو (نقحرة: إمبيريا) (بالإيطالية: Imperia)‏، مدينة شمال غرب إيطاليا في إقليم لغُرية وهي عاصمة مقاطعة إمبرية عدد سكانها 40.900 نسمة. تاريخيا كانت أيضا عاصمة جزء من إقليم لغرية المعروفة إينتيميليا Intemelia. كانت معروفة بزراعة النباتات المزهرة وصناعات الزيتون، ومقصد سياحي شعبية لزوار البحر في الصيف.

## السكان
في سنة 1861 بلغ عدد السكان 19٬626 نسمة، وتطور العدد ليصل في سنة 2011 لـ 42٬322 نسمة.
يظهر هذا المخطط البياني تطور النمو السكاني لـ إمبيريا

## الجغرافيا

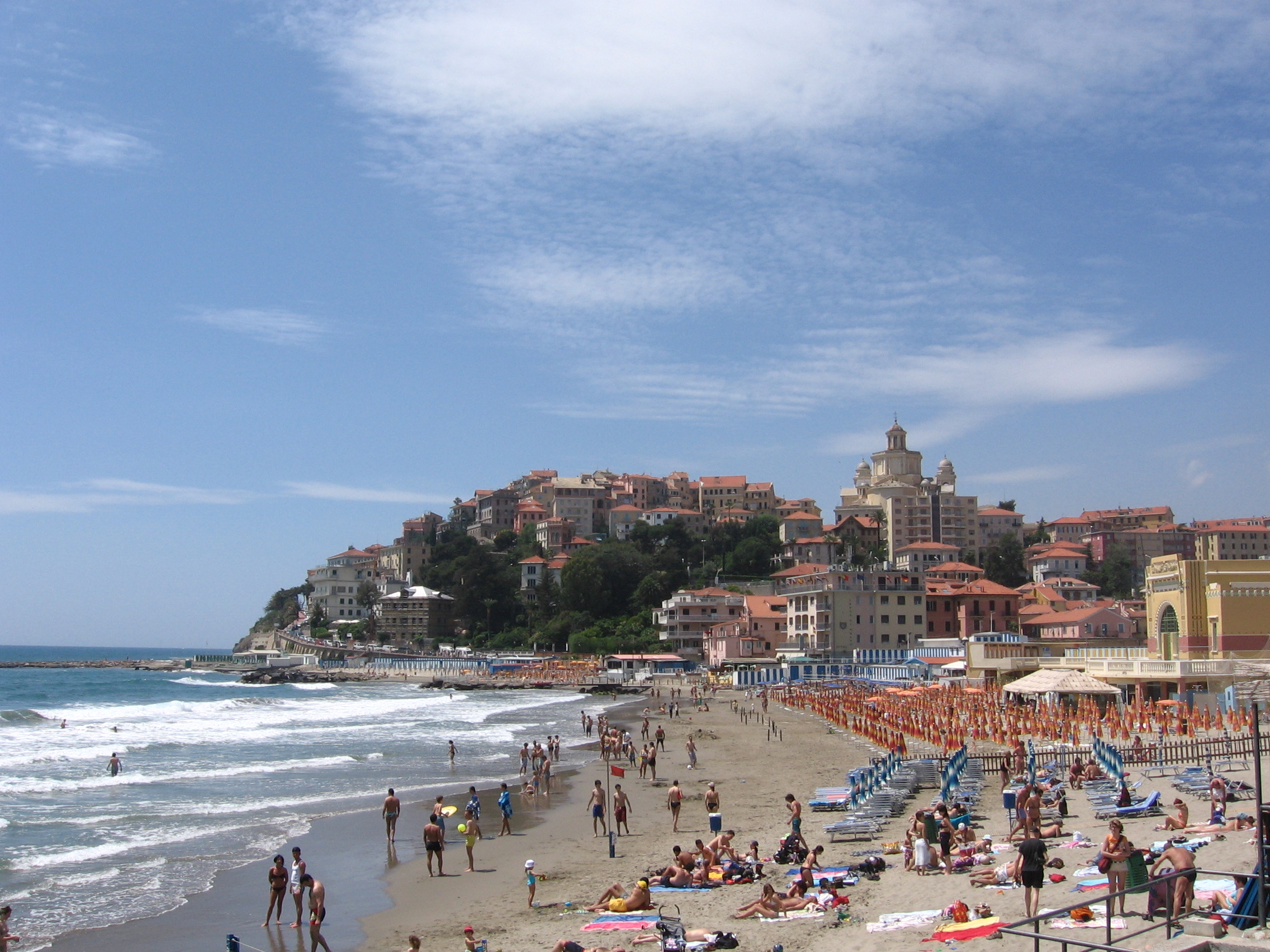
بورتو ماوريتسيو

تتألف إمبرية من منطقتين التاريخيتين هما بورتو ماوريتسيو وأونيليا المفصولتان بنهر إمبيرو الذي أعطي للمدينة اسمها.
- يقع بورتو ماوريتسيو على شبه الجزيرة من الجهة الغربية للنهر، ويمتد على طول الساحل. وهو الأكثر ازدهارا وغنى، مخيطة بالممرات الضيقة المعروفة باسم carrugi، ومراكزها الاقتصادية متعلقة بصناعة السياحة. كان تابعة لجنوة منذ القرن الثالث عشر.
- تقع أونيليا على سهل طميي إلى الشرق من نهر إمبيرو، وتشكل مع ميناءها العامل الجزء الأكثر حداثة وصناعية. يوجد في مركزها ساحة دانتي، ومنها انطلقت بعض الطرقات الرئيسية في مدينة.

## التاريخ
من خلال الحروب والمعاهدات والشراء، بورتو ماوريتسيو وأونيليا تعاقبت ملكيتها على كل من جنوة وفرنسا وإسبانيا وسافوي وبييمونتي، قبل أن تصبح جزءا من مملكة إيطاليا الجديدة في عام 1861.
و انشئت مدينة إمبرية في 21 أكتوبر تشرين الأول 1923 باتحاد بورتو ماوريتسيو وأونيليا والقرى المحيطة : بياني وكارامانيا ليغوري وكاستلفتكيو دي سانتا ماريا مادجوري وبورغو سانتاغاتا وماغيور وكوستا دونيليا وبودجي، توراتسا ومولتيدو ومونتيغراتسيي.

## أهم معالمها

### مرفأ ماوريتسيو
- كاتدرائية سان ماوريتسيو الكلاسيكية، التي بنيت بين عامي 1781 و1832 من قبل غايتانو ماتيو، وهي أكبر كنيسة في ليغوريا.
- البلدة القديمة، وتسمى parasio.
- دير سانتا كيارا. انشئ أولا في عام 1365، والبناء القائم اليوم يعود إلى عام 1741.

### أونيليا
- Museo dell' Olivo (متحف شجرة الزيتون).
- Villa Grock.
- كنيسة سان جيفاني باتيستا، بنيت بين عامي 1739-1762.

### مونتيغراتسيي
- كنيسة سانتا ماريا مادجوري.
- ضريح "Nostra Signora delle Grazie"